# Badjaricha
La Badjaricha (anche traslitterata come Badyarikha, Badjariha, Badjarikha) è un fiume della Russia siberiana nordorientale, affluente di destra della Indigirka.
Ha origine dal versante nordorientale dei Monti della Moma; scorre con direzione mediamente settentrionale lungo tutto il percorso, attraversando la regione pianeggiante conosciuta come bassopiano di Abyj, bordeggiando ad occidente l'Altopiano dell'Alazeja. Sfocia nella Indigirka alcuni chilometri a monte della cittadina di Belaja Gora. I maggiori affluenti ricevuti dalla Badjaricha sono Ogorocha, Orto-Tirechtjach e Anty.
La Badjaricha, analogamente a tutti i fiumi del bacino, è gelata per lunghi periodi ogni anno, mediamente da ottobre ai primi di giugno.